# Ка д'Оро
Ка д'Оро (итал. Ca' d'Oro, Galleria Giorgio Franchetti) је готичка палата на Каналу Гранде у Венецији. Њено име значи „златна кућа”, а то се односи на полихромну и позлаћену декорацију која је некад украшавала њене зидове. 
Палата је изграђена између 1428. године и 1430. године за аристократску породицу Контарини. 
Барон Ђорђо Франкети постао је власник палате 1894. године. Он је овде сакупио значајну колекцију уметности и надгледао је рестаурацију грађевине. Године 1916. завештао је Ка д'Оро италијанској држави. 
Од 1927. године палата се користи као седиште „Галерије Ђорђо Франкети”.

## Галерија
- Двориште палате
- Керамички под
- Таваница из 15. века
- Изложбена дворана на другом спрату